# Serie A2 2011-2012 - Girone C (pallamano maschile)

## Formula
- Le 10 squadre partecipanti hanno disputato un girone all'italiana di andata e ritorno; al termine la prima classificata è stata promossa in serie A1 nella stagione successiva, la seconda classificata disputerà uno spareggio promozione con la squadra prima classificata del girone F mentre la squadra classificata all'ultimo posto è stata retrocessa in serie B nella stagione successiva.

## Squadre partecipanti
- Libertas La Torre Firenze
- Rapid Nonantola
- Castenaso
- Tavarnelle
- Fiorentina

- Pallamano Rimini '72
- Grosseto
- Farmigea
- Modena
- Prato

## Risultati
| andata    | 1ª giornata               | ritorno |
| --------- | ------------------------- | ------- |
| 33-32     | Nonantola - Grosseto      | 23-27   |
| 24-28     | Modena - Fiorentina       | 23-28   |
| 31-43     | Firenze La Torre - Rimini | 30-32   |
| 25-29     | Prato - Farmigea          | 22-37   |
| 29-28 dtr | Tavarnelle - Castenaso    | 24-26   |

| andata | 4ª giornata                 | ritorno |
| ------ | --------------------------- | ------- |
| 45-36  | Grosseto - Firenze La Torre | 39-34   |
| 16-22  | Prato - Modena              | 21-22   |
| 34-27  | Farmigea - Tavarnelle       | 24-32   |
| 23-22  | Rimini - Nonantola          | 23-33   |
| 20-30  | Fiorentina - Castenaso      | 26-28   |

| andata | 7ª giornata                  | ritorno |
| ------ | ---------------------------- | ------- |
| 30-31  | Rimini - Grosseto            | 32-38   |
| 19-21  | Tavarnelle - Modena          | 25-26   |
| 34-26  | Nonantola - Firenze La Torre | 41-29   |
| 24-19  | Castenaso - Prato            | 25-29   |
| 23-36  | Fiorentina - Farmigea        | 32-35   |

| andata | 2ª giornata                 | ritorno |
| ------ | --------------------------- | ------- |
| 28-33  | Grosseto - Prato            | 23-30   |
| 28-23  | Rimini - Modena             | 24-28   |
| 40-23  | Farmigea - Firenze La Torre | 33-16   |
| 31-20  | Castenaso - Nonantola       | 28-25   |
| 23-25  | Fiorentina - Tavarnelle     | 22-25   |

| andata | 5ª giornata               | ritorno |
| ------ | ------------------------- | ------- |
| 17-25  | Tavarnelle - Prato        | 25-19   |
| 40-24  | Modena - Firenze La Torre | 32-24   |
| 27-37  | Nonantola - Farmigea      | 28-33   |
| 31-32  | Castenaso - Rimini        | 29-23   |
| 38-30  | Fiorentina - Grosseto     | 27-31   |

| andata    | 8ª giornata                  | ritorno |
| --------- | ---------------------------- | ------- |
| 30-29 dtr | Tavarnelle - Grosseto        | 27-30   |
| 22-21     | Modena - Nonantola           | 28-29   |
| 21-34     | Firenze La Torre - Castenaso | 22-37   |
| 43-29     | Farmigea - Rimini            | 35-34   |
| 23-17     | Prato - Fiorentina           | 24-19   |

| andata | 3ª giornata              | ritorno |
| ------ | ------------------------ | ------- |
| 28-21  | Castenaso - Grosseto     | 32-29   |
| 21-31  | Modena - Farmigea        | 21-38   |
| 29-26  | Firenze La Torre - Prato | 25-33   |
| 35-40  | Tavarnelle - Rimini      | 22-30   |
| 28-26  | Nonantola - Fiorentina   | 27-28   |

| andata    | 6ª giornata                   | ritorno |
| --------- | ----------------------------- | ------- |
| 30-20     | Grosseto - Modena             | 19-26   |
| 33-22     | Farmigea - Castenaso          | 26-24   |
| 29-31 dtr | Firenze La Torre - Tavarnelle | 26-29   |
| 22-26     | Prato - Nonantola             | 16-31   |
| 34-27     | Rimini - Fiorentina           | 22-25   |

| andata | 9ª giornata                   | ritorno |
| ------ | ----------------------------- | ------- |
| 32-34  | Grosseto - Farmigea           | 31-35   |
| 33-29  | Castenaso - Modena            | 24-26   |
| 23-18  | Rimini - Prato                | 20-25   |
| 34-24  | Nonantola - Tavarnelle        | 33-31   |
| 32-29  | Fiorentina - Firenze La Torre | 36-35   |

## Classifica
|  | Pos. | Squadra                   | Pt | G  | V  | N | P  | GF  | GS  | DR   |
|  | ---- | ------------------------- | -- | -- | -- | - | -- | --- | --- | ---- |
|  | 1.   | Farmigea                  | 53 | 18 | 18 | 0 | 0  | 621 | 461 | +160 |
|  | 2.   | Castenaso                 | 37 | 18 | 12 | 0 | 6  | 514 | 454 | +60  |
|  | 3.   | Modena                    | 30 | 18 | 10 | 0 | 8  | 454 | 462 | -8   |
|  | 4.   | Rapid Nonantola           | 29 | 18 | 10 | 0 | 8  | 515 | 486 | +29  |
|  | 5.   | Pallamano Rimini '72      | 28 | 18 | 9  | 0 | 9  | 522 | 526 | -4   |
|  | 6.   | Grosseto                  | 25 | 18 | 8  | 0 | 10 | 545 | 548 | -3   |
|  | 7.   | Prato                     | 24 | 18 | 8  | 0 | 10 | 426 | 442 | -16  |
|  | 8.   | Fiorentina                | 21 | 18 | 7  | 0 | 11 | 477 | 509 | -32  |
|  | 9.   | Tavarnelle                | 19 | 18 | 7  | 0 | 11 | 469 | 507 | -38  |
|  | 10.  | Libertas La Torre Firenze | 4  | 18 | 1  | 0 | 17 | 489 | 637 | -148 |

Legenda:

      Promossa in Serie A1 2012-2013
      Qualificata ai Play off promozione
      Retrocessa in Serie B 2012-2013

## Verdetti
- Farmigea: promossa in Serie A1 2012-2013.
- Libertas La Torre Firenze: retrocessa in Serie B 2012-2013.